# Morgan Escaré

a Compétitions nationales et continentales officielles uniquement.

b Matchs officiels uniquement.
Morgan Escaré, né le 18 octobre 1991 à Perpignan, est un joueur français de rugby à XIII évoluant au poste d'arrière. Formé à Saint-Estève XIII catalan, il fait ses débuts en Super League avec les Dragons Catalans à partir de 2013. Sa première saison en Super League est ponctuée d'une nomination au titre de meilleur espoir du championnat et lui permet d'être appelé en équipe de France pour disputer la Coupe du monde 2013 avec laquelle il atteint un quart-de-finale. En 2017, il rejoint les Warriors de Wigan, tenant du titre de la Super League, et y remporte le World Club Challenge.

## Biographie

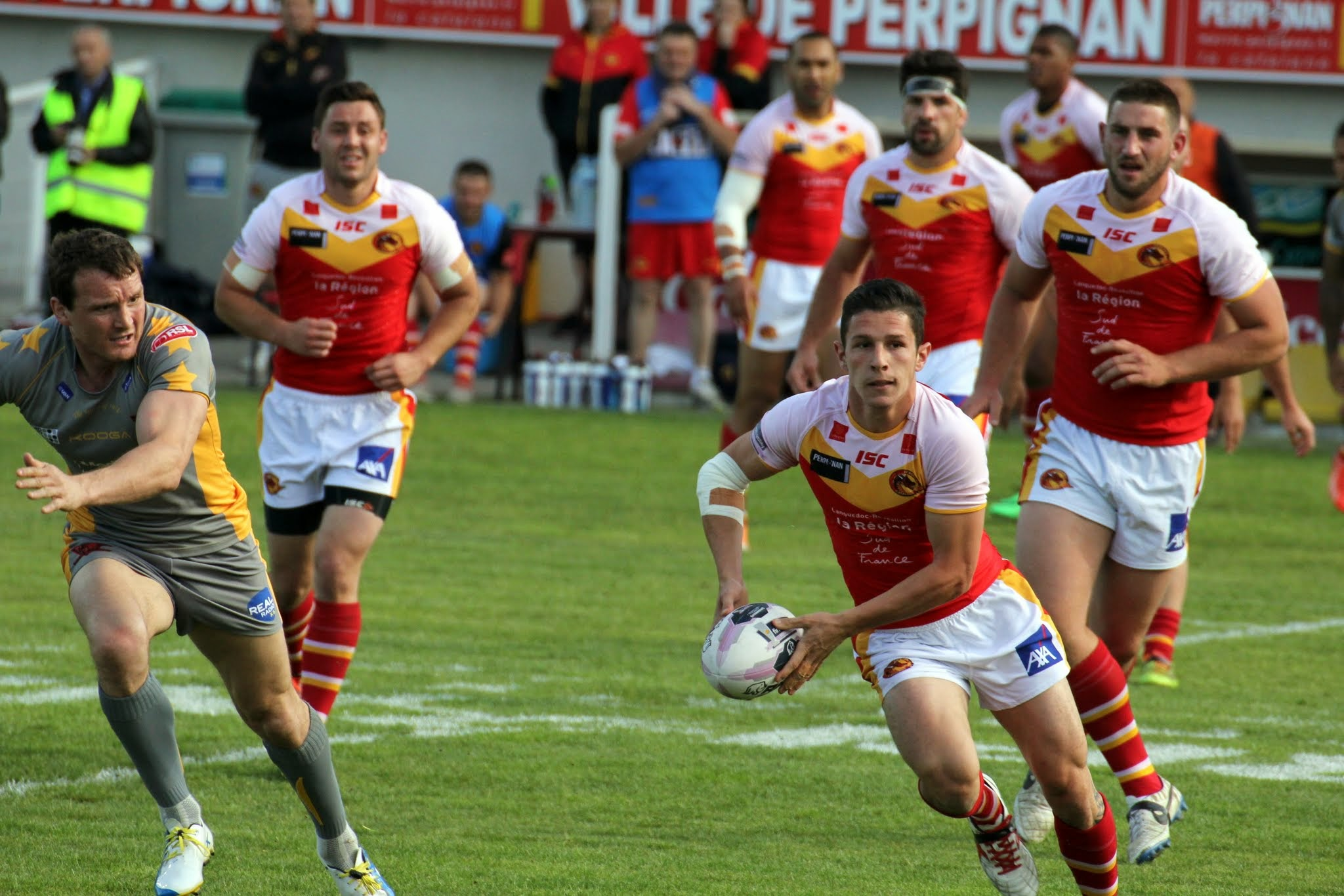
Morgan Escaré sous le maillot des Dragons Catalans.

### Enfance
Dans sa jeunesse, Morgan Escaré découvre le rugby à XIII à Salses-le-Château puis à Toulouges. Il est ensuite formé dans l'équipe réserve des Dragons Catalans le Saint-Estève XIII catalan et appelé en équipe de France cadets et minimes au poste de demi-de-mêlée, Morgan Escaré fait ses débuts en Championnat de France lors de la saison 2009-2010.

### 2013: Révélation aux Dragons Catalans
Lors de la saison 2013, en raison de la blessure de Brent Webb, l'entraîneur des Dragons Laurent Frayssinous décide de faire appel à Escaré contre les Bulls de Bradford, ce dernier étant alors le meilleur marqueur d'essais du Championnat de France. Cette expérience est une révélation puisqu'il y gagne une place de titulaire dans l'équipe après avoir marqué deux essais dès son premier match. Il dispute cette saison-là dix-sept matchs de Super League pour y inscrire quinze essais. Nommé pour le titre de l'espoir de l'année en Super League, il est appelé dans la foulée en équipe de France pour disputer la Coupe du monde 2013. Lors de la Coupe du monde, il est titulaire au poste d'arrière. Il marque un essai contre les Samoa lors du dernier match du premier tour et joue le quart-de-finale contre l'Angleterre perdu 6-34. En fin d'année 2013, Morgan Escaré signe un contrat de trois années avec les Dragons, ces derniers souhaitant garder le joueur courtisé par de nombreux clubs de Super League dont les Warriors de Wigan, le président des Dragons, Bernard Guasch, déclarant à cette occasion « C'est un pur produit bien de chez nous, il est passé par toutes les catégories jusqu'à embrasser une carrière professionnelle ».

### 2014: confirmation
Il poursuit sa progression en Super League lors de la saison 2014. Morgan Escaré reste titulaire, malgré le retour de Brent Webb, et réalise une série de performances l'amenant à devenir l'un des plus prolifiques marqueurs d'essais de la Super League puisqu'il occupe la tête de ce classement après quinze journées avec quatorze essais (à égalité avec Tommy Makinson de St Helens RLFC). Les Warriors de Wigan reviennent à la charge pour l'enrôler, ce à quoi Escaré répond « Je suis Catalan » mettant fin à toute discussion.

### 2015-2016: remise en question
En 2015, Morgan Escaré reste un des éléments titulaires des Dragons Catalans au poste d'arrière, toutefois sa progression stagne et marque moins d'essais. Au début de la saison 2016, il perd sa place de titulaire au profit de Tony Gigot. Après quelques matchs dans la réserve Saint-Estève XIII Catalan, il ré-intègre au poste d'arrière les Dragons Catalans lors de la huitième journée contre Castleford Tigers où il inscrit deux essais et un drop. Le 16 avril 2016, il remporte la Coupe de France.

### 2017: départ pour les Warriors de Wigan
Après deux saisons aux Dragons Catalans où il n'avait plus la garantie du poste titulaire en tant qu'arrière, Escaré décide de s'engager avec les Warriors de Wigan tout juste vainqueur de la Super League. Ces derniers doivent composer avec la grave blessure de Sam Tomkins au poste d'arrière et ont misé sur le Français.
Le 20 février 2017, il remporte devant 21 011 spectateurs avec son club le World Club Challenge (opposition entre le vainqueur de la Super League et de la National Rugby League), y inscrivant deux transformations. Il y déclare « Si on m'avait dit ça, au moment où j'ai signé à Wigan, je ne l'aurais pas cru ». Ses débuts en Super League avec Wigan sont remarqués et appréciés par les dirigeants puisqu'il y est le moteur de l'équipe et est considéré à quelques reprises homme du match. Après dix matchs avec Wigan, le club décide de prolonger le contrat de Morgan Escaré jusqu'en 2020.
Début mai 2017, il se blesse gravement lors d'une rencontre contre les Tigers de Castleford et met un terme à sa saison en raison d'une intervention chirurgicale sur son genou. Cette blessure a également pour conséquence une non participation à la Coupe du monde 2017.

## Palmarès
- Collectif :
  - Vainqueur de la Coupe d'Europe : 2018 (France)
  - Vainqueur du World Club Challenge : 2017 (Wigan).
  - Vainqueur de la Super League : 2018 (Wigan).
  - Vainqueur du Championnat de France : 2024 (Carcassonne).
  - Vainqueur de la Coupe de France : 2016 (Saint-Estève XIII catalan) et 2023 (Carcassonne).
  - Finaliste du Championnat de France : 2023 et 2025 (Carcassonne).

- - Finaliste du Championnat de France : 2025 (Carcassonne).

## Détails

### En sélection

#### Coupe du monde
| Édition         | Rang               | Résultats France | Résultats Escaré | Matchs Escaré |
| --------------- | ------------------ | ---------------- | ---------------- | ------------- |
| Angleterre 2013 | Quart-de-finaliste | 1 v, 0 n, 3 d    | 1 v, 0 n, 3 d    | 4/4           |
| Angleterre 2021 | Phase de poule     | 1 v, 0 n, 2 d    | 1 v, 0 n, 1 d    | 2/3           |

Légende : v = victoire ; n = match nul ; d = défaite.

#### Détails en sélection
| 1.  | 27 octobre 2013   | Papouas.-Nlle-Guinée | 9-8   | Coupe du monde | Arrière | -  | - | - | - |
| 2.  | 1er novembre 2013 | Nlle-Zélande         | 0-48  | Coupe du monde | Arrière | -  | - | - | - |
| 3.  | 11 novembre 2013  | Samoa                | 6-22  | Coupe du monde | Arrière | 4  | 1 | - | - |
| 4.  | 16 novembre 2013  | Angleterre           | 6-34  | Coupe du monde | Arrière | -  | - | - | - |
| 5.  | 17 octobre 2015   | Irlande              | 31-14 | Coupe d'Europe | Arrière | -  | - | - | - |
| 6.  | 24 octobre 2015   | Angleterre           | 4-84  | Amical         | Arrière | -  | - | - | - |
| 7.  | 30 octobre 2015   | Pays de Galles       | 6-14  | Coupe d'Europe | Arrière | -  | - | - | - |
| 8.  | 7 novembre 2015   | Écosse               | 32-18 | Coupe d'Europe | Arrière | 4  | 1 | - | - |
| 9.  | 27 octobre 2018   | pays de Galles       | 54-18 | Coupe d'Europe | Ailier  | 8  | 2 | - | - |
| 10. | 3 novembre 2018   | Irlande              | 24-10 | Coupe d'Europe | Ailier  | -  | - | - | - |
| 11. | 10 novembre 2018  | Écosse               | 28-10 | Coupe d'Europe | Arrière | 20 | 2 | 6 | - |
| 12. | 24 octobre 2021   | Angleterre           | 10-30 | Test-match     | Ailier  | -  | - | - | - |
| 13. | 19 juin 2022      | pays de Galles       | 34-10 | Test-match     | Arrière | 10 | 1 | 3 | - |
| 14. | 17 octobre 2022   | Grèce                | 34-12 | Coupe du monde | Arrière | -  | - | - | - |
| 15. | 22 octobre 2022   | Angleterre           | 18-42 | Coupe du monde | Arrière | -  | - | - | - |

#### Détails en club
| Saison    | Saison                 | Championnat | Championnat  | Championnat | Championnat | Championnat | Championnat | Championnat | Coupe           | Coupe      | Sélection | Sélection | Sélection | Sélection | Sélection | Sélection | Sélection |
| Saison    | Saison                 | Comp.       | Class.       | M           | Pts         | Ess.        | Buts        | Dp.         | Ed.             | Rés.       | Compet.   | M         | Pts       | Ess.      | Buts      | Dp.       |           |
| --------- | ---------------------- | ----------- | ------------ | ----------- | ----------- | ----------- | ----------- | ----------- | --------------- | ---------- | --------- | --------- | --------- | --------- | --------- | --------- | --------- |
| 2009-2010 | St-Estève XIII Catalan | CHF         | 1er tour     | 14          | 36          | 9           | -           | -           | Coupe de France | 1/4 finale |           |           |           |           |           |           |           |
| 2010-2011 | St-Estève XIII Catalan | CHF         | 7e           | 20          | 92          | 20          | 6           | -           | Coupe de France | 1/2 finale |           |           |           |           |           |           |           |
| 2011-2012 | St-Estève XIII Catalan | CHF         | 1er tour     | 19          | 70          | 17          | -           | -           | Coupe de France | 1/4 finale |           |           |           |           |           |           |           |
| 2012-2013 | St-Estève XIII Catalan | CHF         | Finaliste    | 14          | 90          | 16          | 12          | 2           | Coupe de France | 1/4 finale |           |           |           |           |           |           |           |
| 2013      | Dragons Catalans       | SL          | 1er tour     | 17          | 60          | 15          | -           | -           | Challenge Cup   | 1/4 finale | CM        | 4         | 4         | 1         | -         | -         |           |
| 2014      | Dragons Catalans       | SL          | 1/2 finale   | 30          | 115         | 28          | 1           | 1           | Challenge Cup   | 1/8 finale |           |           |           |           |           |           |           |
| 2015      | Dragons Catalans       | SL          | 7e           | 27          | 44          | 11          | -           | -           | Challenge Cup   | 1/4 finale | CE        | 4         | 4         | 1         | -         | -         |           |
| 2016      | Dragons Catalans       | SL          | 6e           | 9           | 27          | 5           | 3           | 1           | Challenge Cup   | 1/4 finale |           |           |           |           |           |           |           |
| 2017      | Wigan Warriors         | SL          | 6e           | 12          | 77          | 4           | 30          | 1           | Challenge Cup   | Finaliste  |           |           |           |           |           |           |           |
| 2018      | Wigan Warriors         | SL          | Champion     | 27          | 43          | 7           | 7           | 1           | Challenge Cup   | 1/4 finale | CE        | 3         | 24        | 4         | 6         | -         |           |
| 2019      | Wigan Warriors         | SL          | Finale prél. | 6           | 12          | 2           | 2           | -           | Challenge Cup   | 1/8 finale |           |           |           |           |           |           |           |
| 2019      | Wakefield Trinity      | SL          | 9e           | 5           | 4           | 1           | -           | -           |                 |            |           |           |           |           |           |           |           |
| 2020      | Wigan Warriors         | SL          | Finaliste    | 0           | -           | -           | -           | -           | Challenge Cup   | 1/2 finale |           |           |           |           |           |           |           |
| 2021      | Salford City           | SL          | 11e          | 13          | 26          | 5           | 3           | -           | Challenge Cup   | 1/4 finale |           | 1         | -         | -         | -         | -         |           |
| 2022      | Wakefield Trinity      | SL          | 10e          | 2           | 4           | 1           | -           | -           | Challenge Cup   | 1/4 finale |           |           |           |           |           |           |           |
| 2022      | Salford City           | SL          | 1/2 finale   | 6           | 4           | 1           | -           | -           | Challenge Cup   | 1/8 finale | CM        | 3         | 10        | 1         | 3         | -         |           |
| 2022-2023 | AS Carcassonne         | CHF         | Finaliste    | 16          | 88          | 19          | 6           | -           | Coupe de France | Vainqueur  |           |           |           |           |           |           |           |
| 2023-2024 | AS Carcassonne         | CHF         | Champion     | 17          | 60          | 15          | -           | -           | Coupe de France | Vainqueur  |           |           |           |           |           |           |           |
| 2024-2025 | AS Carcassonne         | CHF         | -            | 15          | 68          | 17          | -           | -           | Coupe de France | 1/2 finale |           |           |           |           |           |           |           |